# Paul Fleming
Paul Fleming, född 5 oktober 1609, 2 april 1640, var en tysk poet.
Fleming föddes i Sachsen, och var Martin Opitz mest betydande lärjunge. Han ledsagade 1633–1637 hertigen av Holstein i dennes beskickningar till Moskva och Persien och var sedan läkare i Hamburg. Fleming blev medicine doktor i Leiden 1640. Flemings religiösa och världsliga sånger kännetecknas av ungdomlig känslighet, frisk ursprunglighet och strofformernas sirliga gestaltning. 1633 utkom Königisches Klagenlied ...über... Gustav Adolf, 1642 Teutsche Poemata (ny upplaga 1866). Hans latinska dikter utgavs 1863, i urval bland annat 1922.

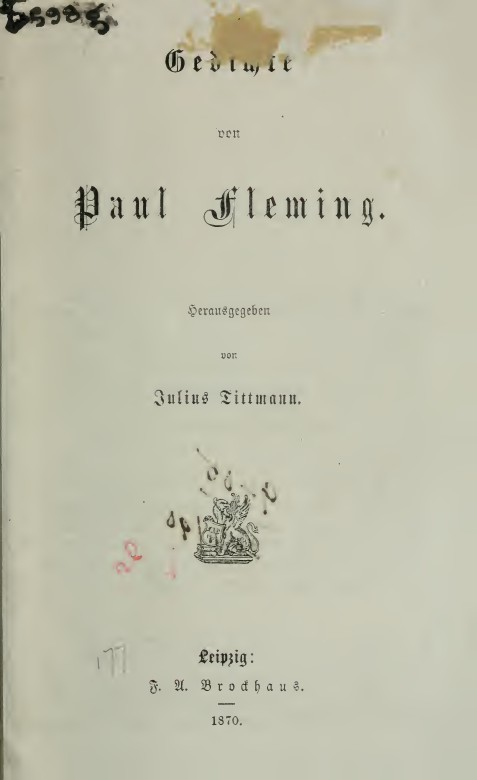
Gedichte

## Psalmer
- Jag låter Herrans nåde (In allen meinen Thaten).[9]